# NGC 2776
NGC 2776 (również PGC 25946 lub UGC 4838) – galaktyka spiralna z poprzeczką (SBc), znajdująca się w gwiazdozbiorze Rysia. Odkrył ją John Herschel 19 marca 1828 roku. Jest to galaktyka aktywna.